# L'arte con Matì e Dadà
L'arte con Matì e Dadà è una serie animata italiana coprodotta da Rai Fiction e Achtoons, è composta da due stagioni, la prima andata in onda su Rai 3 dal 18 aprile all'11 luglio 2010 mentre la seconda su Rai Yoyo dal 5 luglio al 27 settembre 2014. La serie nasce con lo scopo di avvicinare al mondo dell'arte un pubblico di giovanissimi.

## Trama
Il cartone presenta due protagonisti, Matì, una bambina allegra di 7 anni dai capelli viola con la passione per la pittura e Dadà, uno strambo personaggio con la testa a forma d'uovo, il corpo simile a quello di una trottola ed un ingranaggio al posto di un occhio, il quale gli permette di vedere i quadri in maniera approfondita. Dadà è dotato anche di una cintura magica chiamata Quadrimetrò, la quale permette a lui e all'amica di viaggiare indietro nel tempo per incontrare grandi maestri d'arte come: Vincent van Gogh, Caravaggio, Picasso, Raffaello Sanzio, Michelangelo Buonarroti e molti altri. In ogni episodio i due si recheranno nell'atelier del rispettivo artista facendosi rivelare i segreti delle loro tecniche stilistiche e della loro poetica.

## Produzione
Il cartone animato è stato originariamente presentato il 17 aprile 2010 al festival Cartoons on the Bay a Rapallo dalla produttrice e cartonista Giovanna Bo. Sempre in tale occasione è stato confermato che si trattava di una coproduzione tra Rai Fiction e Achtoons mentre la trasmissione sarebbe avvenuta il giorno successivo, il 18 aprile, all'interno del programma televisivo per bambini È domenica papà in onda su Rai 3 in orario mattutino.
Dopo quattro anni, è stata annunciata una seconda stagione, la quale avrebbe dovuto iniziare le trasmissioni dal maggio 2014, successivamente spostate al 7 giugno ed infine posticipate al 5 luglio successivo mandando in onda due episodi ogni sabato alle 18.45.
Il doppiaggio della serie è stato curato dallo studio Sample di Milano sotto la direzione di Patrizia Salmoiraghi, la quale si è occupata anche dei dialoghi. Gabriele De Rossi è stato il fonico del doppiaggio mentre il mixing è stato ad opera di Paolo Favarin. I protagonisti Matì e Dadà sono doppiati rispettivamente da Emanuela Pacotto e Davide Garbolino.

## Episodi

### Prima stagione
| nº | Titolo           | Prima TV       |
| -- | ---------------- | -------------- |
| 1  | Vincent van Gogh | 18 aprile 2010 |
| 2  | Jackson Pollock  | 25 aprile 2010 |
| 3  | Arcimboldo       | 2 maggio 2010  |
| 4  | Kandinsky        | 9 maggio 2010  |
| 5  | Diego Velazquez  | 16 maggio 2010 |
| 6  | Paolo Uccello    | 23 maggio 2010 |
| 7  | George Seurat    | 30 maggio 2010 |
| 8  | Giotto           | 6 giugno 2010  |
| 9  | Andrea Mantegna  | 13 giugno 2010 |
| 10 | Toulouse Lautrec | 20 giugno 2010 |
| 11 | Kazimir Malevich | 27 giugno 2010 |
| 12 | Giacomo Balla    | 4 luglio 2010  |
| 13 | Peter Bruegel    | 11 luglio 2010 |

### Seconda stagione
| nº | Titolo                | Prima TV          |
| -- | --------------------- | ----------------- |
| 1  | Caravaggio            | 5 luglio 2014     |
| 2  | Edgar Degas           | 5 luglio 2014     |
| 3  | Dorothea Lange        | 12 luglio 2014    |
| 4  | William Turner        | 12 luglio 2014    |
| 5  | Paul Gauguin          | 19 luglio 2014    |
| 6  | Constantin Brâncuși   | 19 luglio 2014    |
| 7  | Amedeo Modigliani     | 26 luglio 2014    |
| 8  | Canaletto             | 26 luglio 2014    |
| 9  | Berenice Abbott       | 2 agosto 2014     |
| 10 | Il tempio di Horyu-Ji | 2 agosto 2014     |
| 11 | Il pantheon           | 9 agosto 2014     |
| 12 | Mimar Sinan           | 9 agosto 2014     |
| 13 | Rembrandt             | 16 agosto 2014    |
| 14 | Paul Klee             | 16 agosto 2014    |
| 15 | René Magritte         | 23 agosto 2014    |
| 16 | Leonardo da Vinci     | 23 agosto 2014    |
| 17 | Parmigianino          | 30 agosto 2014    |
| 18 | Hokusai               | 30 agosto 2014    |
| 19 | Henri Rousseau        | 6 settembre 2014  |
| 20 | Henri Matisse         | 6 settembre 2014  |
| 21 | Antoni Gaudí          | 13 settembre 2014 |
| 22 | Raffaello             | 13 settembre 2014 |
| 23 | Jan Vermeer           | 20 settembre 2014 |
| 24 | Man Ray               | 20 settembre 2014 |
| 25 | Michelangelo          | 27 settembre 2014 |
| 26 | Berthe Morisot        | 27 settembre 2014 |